# Hraskó Gábor
Hraskó Gábor (Budapest, 1963. augusztus 26. –) magyar tudományos ismeretterjesztő, a magyar és nemzetközi szkeptikus mozgalom ismert és elismert személyisége, a Szkeptikus Társaság 2006 és 2020 közötti és a Szkeptikus Szervezetek Európai Tanácsának 2013-2017 közötti elnöke, a magyar Tudományos Újságírók Klubjának tagja, az X-aknák című tudományos ismeretterjesztő blog szerzője, az azonos című televíziós sorozat társszerkesztője. 2017 novemberében a magyarnarancs.hu-n elindította a saját blogját, "Hamis dilemma" címmel, ahol szkeptikus témákat jár körbe.

## Életútja
Középiskolai tanulmányait az Eötvös József Gimnáziumban végezte 1981-ben fizika-kémia tagozaton, majd az ELTE TTK-ra iratkozott be, ahol 1987-ben szerzett biológus kutató diplomát. Ezután rövid ideig a Magyar Természettudományi Múzeum Állattárának Ökológiai munkacsoportjában dolgozott. 1989-től informatikai területre tért át, azóta is ebben az ágazatban dolgozik.
Édesapja Hraskó Péter fizikus, a relativitáselmélet elismert magyarországi szakértője.

## Tudományos ismeretterjesztő tevékenysége

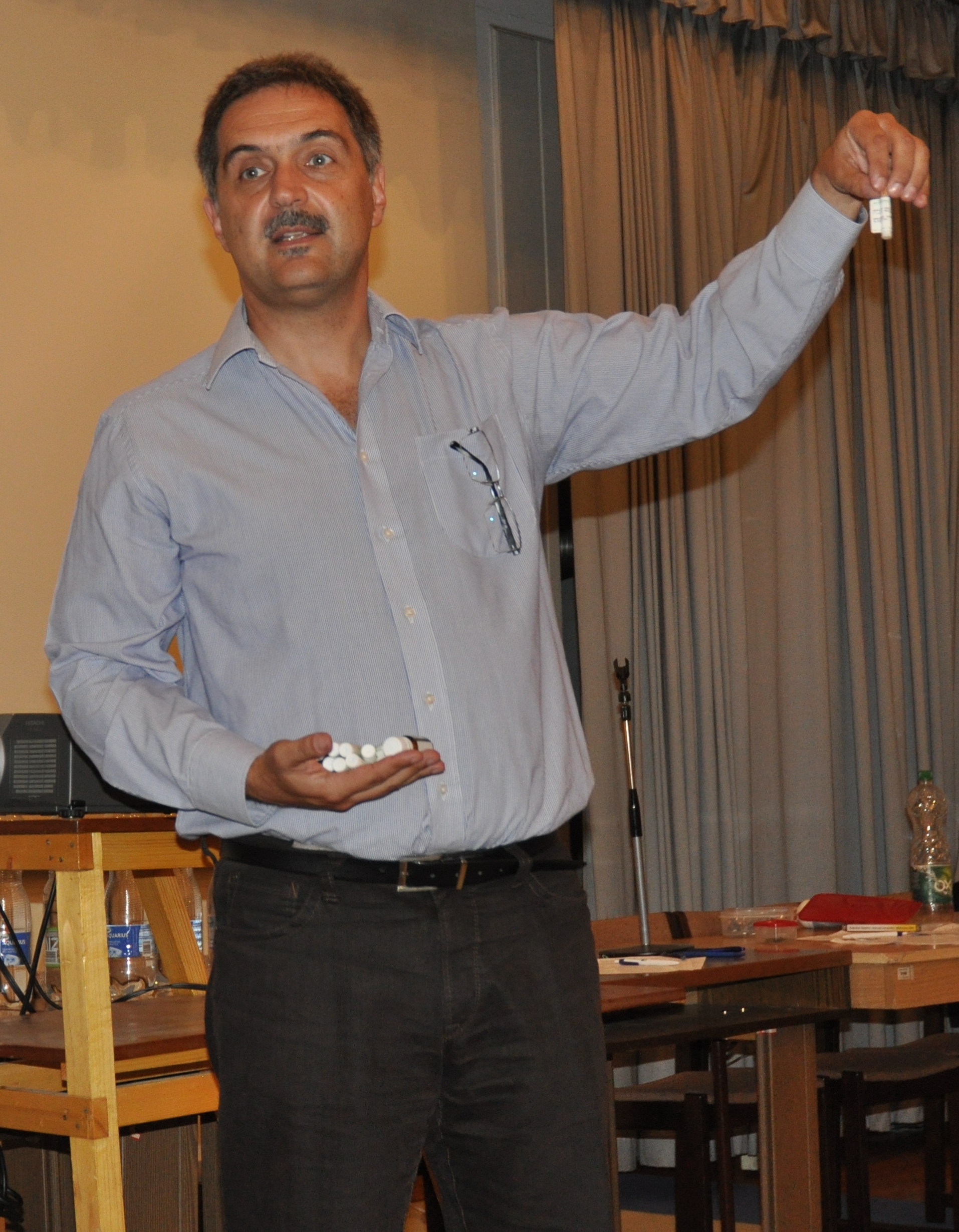
Hraskó Gábor a „Szkeptikus Varázslók Éjszakáján” 2012 szeptemberében

1999-ben jelent meg első tudományos ismeretterjesztő cikke a teleportációról a Természet Világa című tudományos ismeretterjesztő folyóirat Szkeptikus Sarok című rovatában. Ezt több másik írás is követte, majd 2001-ben elindította saját szkeptikus honlapját, melynek az ismert és akkoriban igen népszerű sorozat, az X-akták után az X-Aknák címet adta. 2003-ban ugyanezzel a címmel az ATV-n Vágó Istvánnal közösen vitaműsor sorozatot készített, melyet társszerkesztőként jegyzett. A műsor sokféle kritikát kapott, az ATV szerint pedig jelentős indulatokat gerjesztett. 11 rész készült el, majd 2003 őszén véget ért.

## Tevékenysége különböző szkeptikus szervezetekben
Az 1992-ben létrejött, de hivatalos szervezetként soha be nem jegyzett Tényeket Tisztelők Társaságának (TTT) hosszú ideig elnökségi tagja és titkára volt, majd Vágó István kilépését követően kezdte el az előkészítését egy új egyesület létrehozásának, amely a nagyrészt akadémikus szemléletű TTT munkáját a mozgalmi jellegű szkeptikus tevékenységgel egészítené ki. 2006. december 15-én tartották a Szkeptikus Társaság alakuló ülését, amelyen a tagság Vágó Istvánt elnöknek, Hraskó Gábort pedig alelnöknek választotta. 2008 februárjától ügyvezető elnöke, 2009 júniusa óta pedig elnöke a Szkeptikus Társaság Egyesületnek. Miután az egyesület 2007-ben csatlakozott a Szkeptikus Szervezetek Európai Tanácsához (ECSO), és 2010-ben Budapesten megtartották a 14. Európai Szkeptikus Kongresszust a Szkeptikus Társaság szervezésében, az ECSO előbb alelnökké, majd 2013 augusztusában elnökké választotta, amit 2017-ig vezetett.

## Közéleti tevékenysége
A 80-as évek végén és a 90-es évek elején a nemzetközi környezetvédelmi mozgalmakban volt aktív, majd a Magyarországi Zöld Párt megalakításában játszott szerepet, ahol 1989-ben a nemzetközi kapcsolatok vezetője lett. Ebben a feladatkörében 1990-ben a European Greens első kelet-európai találkozójának főszervezője volt Budapesten. Az akkoriban elérhető egyetlen angol nyelvű zöld alternatív hírlevél, a Greenway Newsletter szerkesztőjeként a GreenWay mozgalom egyik vezetője volt.

## Egyéb tevékenységei
Tapasztalt túrázó és madármegfigyelő, repülés iránti érdeklődését pedig részben repülőszimulátoros önképzéssel elégíti ki, melyben szakmai sikerei között említendő a VFR Repülés és Fónia kézikönyv szerkesztése a Nemzetközi Virtuális Repülési Szervezet (IVAO) magyar tagjai számára.

## Cikkei
- Teleportáció, Természet Világa Szkeptikus Sarok, 1999. július, 296-301. old.
- Vákuumenergia, Természet Világa Szkeptikus Sarok, 1999. szeptember, 18-23. old
- Darwin – A bajok eredete, Természet Világa, 2000. május, 222-224. old.
- Hraskó Gábor–Hraskó Péter: Fénysebesség-váltás?, Természet Világa, 2003. február, 59-63. old.
- Felhígított tudomány – A homeopátiáról, Magyar Narancs, 2008/36. (09.04.)
- 200 éve született Charles Darwin – A tudás fájától a törzsfáig, Magyar Narancs, 2009/7. (02.12.)
- "A sejtek barátja" – A biorezonancia kezelésekről, Magyar Narancs, 2009/17. (04.23.)
- Tudomány a bíróságon – Ne perelj, érvelj!, Magyar Narancs, 2009/31. (07.30.)
- A varázspálca titka – Ingázók, Magyar Narancs, 2010/35. (09.02.)
- A homeopátia állításai márpedig tesztelhetők![halott link], X-Aknák – Az igazság nem odaát van!, 2015. november 11.